# علبة عصير
علبة العصير هي عبوة صغيرة تستخدم لحمل وتناول المشروبات بشكل تقليدي. تكون في الغالب مصنوعة من الورق المقوى ورقائق الالومنيوم ولكن توجد اختلافات. علب العصير أكثر شعبية بين الأطفال، على الرغم من استخداماتها الطارئة الأخرى التي تشمل شرب المياه، الحليب والعصائر.
أول من استخدم العلب في تعليب العصير هو روبن راوزنغ أول منتج في عام 1963 وكان يتألف من صندوق يمكن استخدامه لاحتواء السوائل وتحديدًا الحليب. سمى منتجه باسم (تارا بريك) الذي أكتسب شعبية لأن المنتج كان فعّالًا وموفرًا للمساحة مقارنةً بالعبوات التي كانت تستخدم من قبل. تم طرح صندوق العصير رسمياً في سوق الولايات المتحدة في عام 1980. بعد تقديمه، اكتسب المنتج شهرةً شبه فورية وبدأ السوق ينمو بمعدل سريع. وفقا لمقال على الموقع الإلكتروني (E-notes)  في عام 1986 بعد ست سنوات فقط من تقديم المنتج شكلت صناديق العصير 20 ٪ من سوق العصير في الولايات المتحدة حيث أنتجت المزيد من الشركات خطوطها الخاصة من العصير في عام 1989، أثار علماء البيئة مخاوف من أن التصميم متعدد الطبقات لصناديق العصير جعل من الصعب إعادة تدويرها أو إعادة استخدامها.